# Spiramiopsis comma
Genre
Espèce
Spiramiopsis comma est une espèce de lépidoptères (papillons) de la famille des Brahmaeidae, originaire d'Afrique du Sud. Elle est l'unique représentante du genre monotypique Spiramiopsis.